# اچ‌ام‌اس بوین (۱۸۱۰)
اچ‌ام‌اس بوین (۱۸۱۰) (به انگلیسی: HMS Boyne (1810)) یک کشتی بود که طول آن ۱۸۶ فوت (۵۷ متر) بود. این کشتی در سال ۱۸۱۰ ساخته شد.